# 1960 год в литературе
Список событий, связанный с литературой, произошедших в 1960 году.

## Премии

### Международные
- Нобелевская премия по литературе — Сен-Жон Перс, «За возвышенность и образность, которые средствами поэзии отражают обстоятельства нашего времени».

### СССР
- Ленинская премия в области литературы:
  - Михаил Шолохов, за роман «Поднятая целина»;
  - Мирзо Турсун-Заде, за поэму «Хасан-арбакеш» и цикл стихотводений «Голос Азии»;
  - Максим Рыльский, за стихотворные сборники «Далёкие небосклоны» и «Розы и виноград»

### США
- Пулитцеровская премия за художественную книгу — Аллен Друри, «Совет и согласие» (англ. Advise & Consent).
- Пулитцеровская премия за лучшую драму — Жером Вейдман, Джордж Эбботт, Джерри Бок и Шелдон Харник, мюзикл «Fiorello!».
- Пулитцеровская премия за поэзию — Уильям Дьюит Снодграсс, сборник поэм «Игла в сердце» (англ. Heart's Needle).

### Франция
- Гонкуровская премия — Винтила Гория, «Бог родился в изгнании».
- Премия Ренодо — Альфред Керн, «Хрупкое счастье»,
- Премия Фемина — Луиза Беллок, «Рухнувшие ворота» (фр. La Porte retombée).

## Книги

### Романы
- «Две недели в другом городе» (англ. Two Weeks in Another Town) — роман Ирвина Шоу.
- «Ищи себе пару» (англ. Take a Girl Like You) — роман Кингсли Эмиса.
- «Крестовый поход в небеса» (англ. The High Crusade) — роман Пола Андерсона.
- «Кролик, беги» (англ. Rabbit, Run) — роман Джона Апдайка.
- «Новые карты Ада» (англ. New Maps of Hell: a Survey of Science Fiction) — роман Кингсли Эмиса.
- «Пленники в космосе» (англ. Captives in Space) — роман Джозефа Грина.
- «Спираль времени» — роман Георгия Мартынова.
- «Убить пересмешника» (англ. To Kill a Mockingbird) — роман Харпер Ли.
- «Цивилизация Статуса» (англ. The Status Civilization — роман Роберта Шекли.

### Малая проза
- «Приключение рождественского пудинга и выбор закусок» (англ. The Adventure of the Christmas Pudding and a Selection of Entrées) — сборник рассказов Агаты Кристи.
- «Только для Ваших глаз» (англ. For Your Eyes Only) — сборник рассказов Яна Флеминга.

### Поэзия
- «Письмо к свету» (норв. Brev til lyset) — сборник стихов Ролфа Якобсена.

### Перевод
- «Жизнь взаймы» (нем. Geborgtes Leben) — роман Э. М. Ремарка.

## Родились
- 19 февраля — Хелен Филдинг, английская писательница.
- 21 мая — Джон О’Брайен, американский писатель.
- 10 ноября — Нил Гейман, английский писатель-фантаст.
- Иоана Пырвулеску, румынская писательница.

## Скончались
- 2 января –  Уго Бернаскони, итальянский писатель-сатирик (род.в 1874).
- 4 января — Альбер Камю, французский писатель, лауреат Нобелевской премии по литературе (родился в 1913).
- 12 января — Шют Невилл, английский писатель (родился в 1899).
- 18 апреля – Крум Велков, болгарский писатель.
- 30 мая — Борис Пастернак, русский, советский писатель и поэт, лауреат Нобелевской премии по литературе (родился в 1890).
- 4 сентября — Ричард Райт, американский писатель (родился в 1908).
- 10 сентября — Фёдор Панферов, советский писатель (родился в 1896).
- 13 сентября — Хуршид Шамсутдин, узбекский советский поэт, драматург (родился в 1892).